# کلیسای جامع مونرئاله
کلیسای جامع مونرئاله (ایتالیایی: Duomo di Monreale) یک کلیسا در مونرئاله، سیسیل، جنوب ایتالیا است. این کلیسا که یکی از بهترین نمونه‌های معماری نورمن است، در سال ۱۱۷۴ روند ساختن آن توسط ویلیام دوم سیسیلی آغاز شد. از سال ۲۰۱۵، این کلیسا بخشی از میراث جهانی پالرموی عرب-نورمن و کلیساهای جامع چفالو و مونرئاله است.
این کلیسا یکی از بناهای ملی ایتالیا و یکی از مهم‌ترین جاذبه‌های گردشگری ایتالیا است.